# Arctosa
Arctosa es un género de arañas araneomorfas de la familia Lycosidae. Se encuentra en todos los continentes, excepto los polos y Australia.

## Lista de especies

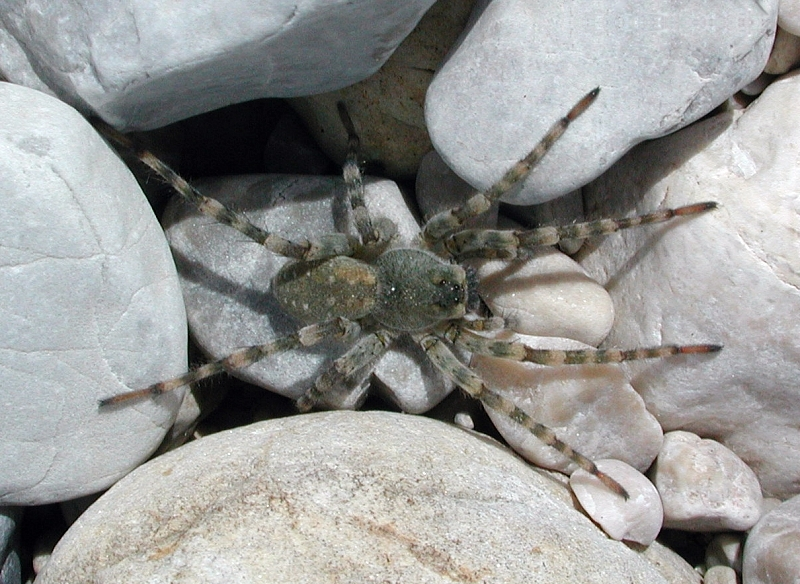
Arctosa cinerea

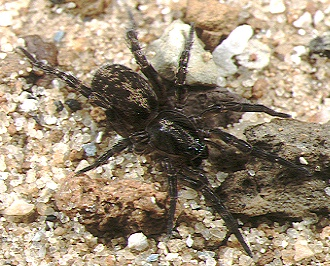
Arctosa ipsa

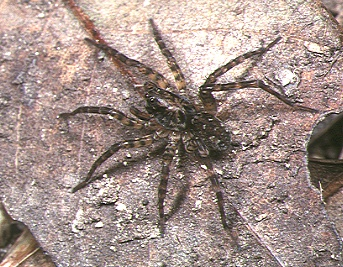
Arctosa laminata

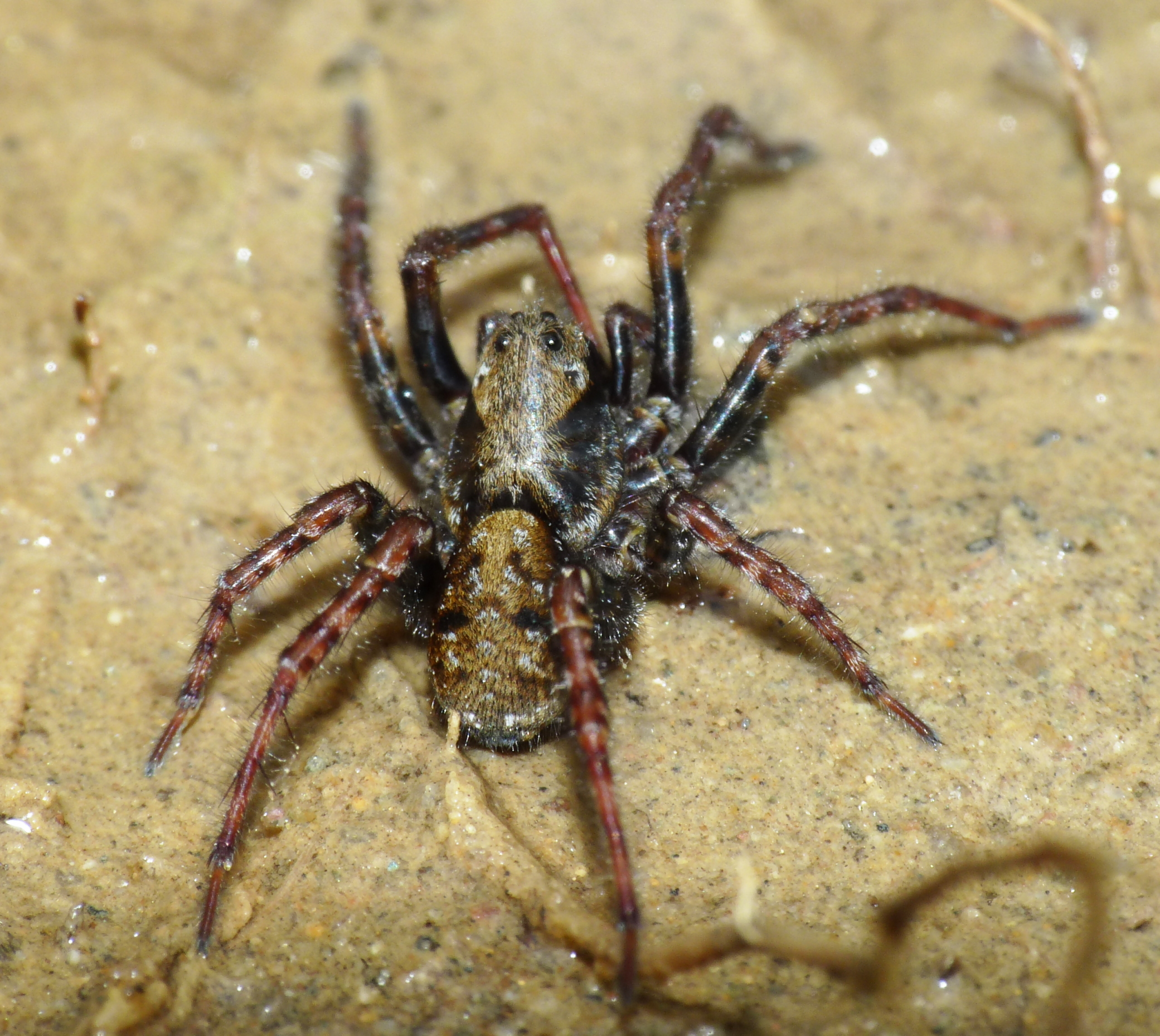
Arctosa leopardus

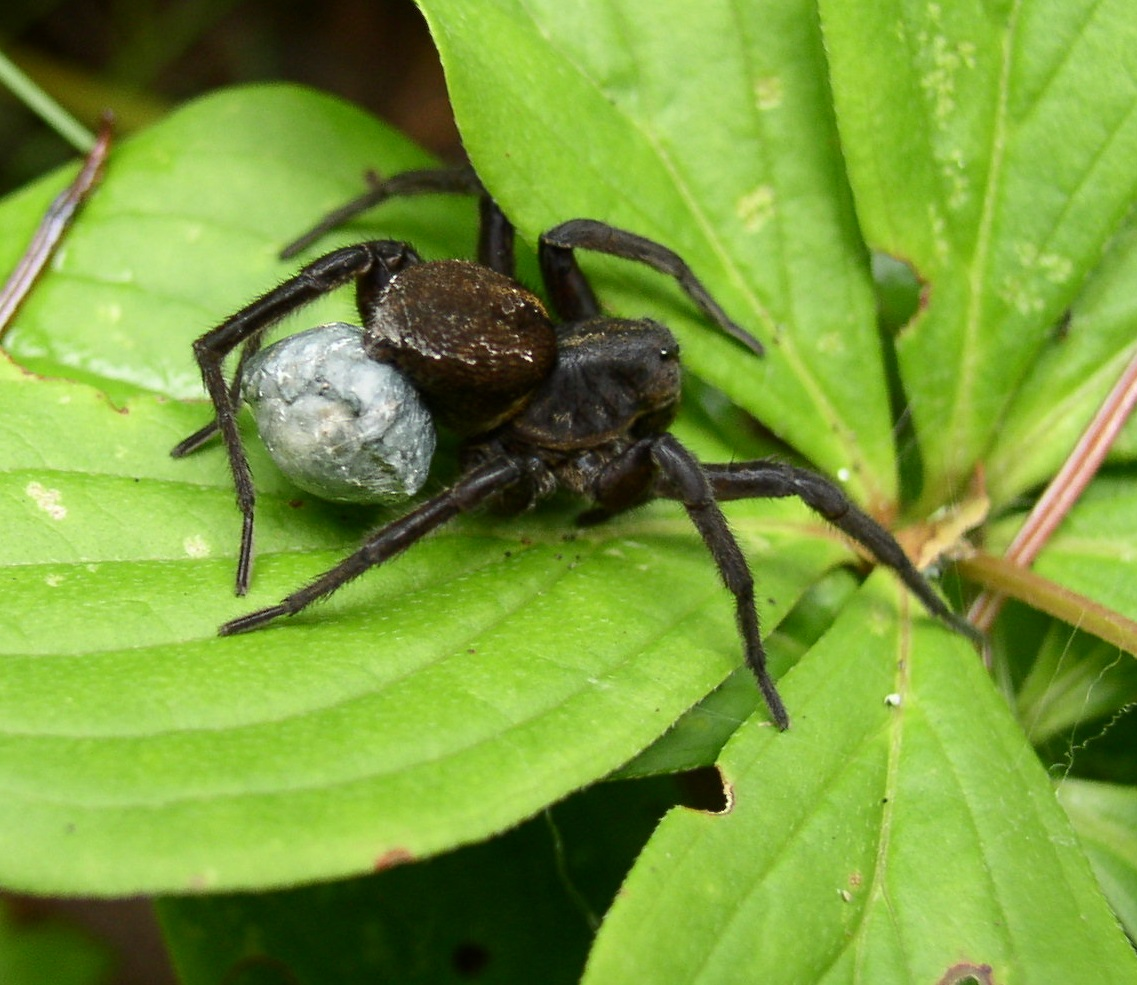
Arctosa raptor con huevos

Según The World Spider Catalog 13.5:
- Arctosa albida (Simon, 1898)
- Arctosa albopellita (L. Koch, 1875)
- Arctosa algerina Roewer, 1960
- Arctosa aliusmodi (Karsch, 1880)
- Arctosa alluaudi Guy, 1966
- Arctosa alpigena (Doleschall, 1852)
- Arctosa amylaceoides (Schenkel, 1936)
- Arctosa andina (Chamberlin, 1916)
- Arctosa astuta (Gerstäcker, 1873)
- Arctosa atriannulipes (Strand, 1906)
- Arctosa atroventrosa (Lenz, 1886)
- Arctosa aussereri (Keyserling, 1877)
- Arctosa bacchabunda (Karsch, 1884)
- Arctosa bakva (Roewer, 1960)
- Arctosa berlandi (Caporiacco, 1949)
- Arctosa bicoloripes (Roewer, 1960)
- Arctosa biseriata Roewer, 1960
- Arctosa bogotensis (Keyserling, 1877)
- Arctosa brauni (Strand, 1916)
- Arctosa brevialva (Franganillo, 1913)
- Arctosa brevispina (Lessert, 1915)
- Arctosa camerunensis Roewer, 1960
- Arctosa capensis Roewer, 1960
- Arctosa chungjooensis Paik, 1994
- Arctosa cinerea (Fabricius, 1777)
- Arctosa coreana Paik, 1994
- Arctosa daisetsuzana (Saito, 1934)
- Arctosa darountaha Roewer, 1960
- Arctosa denticulata Jiménez & Dondale, 1984
- Arctosa depectinata (Bösenberg & Strand, 1906)
- Arctosa depuncta (O. Pickard-Cambridge, 1876)
- Arctosa deserta (O. Pickard-Cambridge, 1872)
- Arctosa dissonans (O. Pickard-Cambridge, 1872)
- Arctosa ebicha Yaginuma, 1960
- Arctosa edeana Roewer, 1960
- Arctosa emertoni Gertsch, 1934
- Arctosa ephippiata Roewer, 1960
- Arctosa epiana (Berland, 1938)
- Arctosa erythraeana Roewer, 1960
- Arctosa excellens (Simon, 1876)
- Arctosa fessana Roewer, 1960
- Arctosa figurata (Simon, 1876)
- Arctosa frequentissima Caporiacco, 1947
- Arctosa fujiii Tanaka, 1985
- Arctosa fulvolineata (Lucas, 1846)
- Arctosa fusca (Keyserling, 1877)
- Arctosa gougu Chen & Song, 1999
- Arctosa hallasanensis Paik, 1994
- Arctosa harraria Roewer, 1960
- Arctosa hikosanensis Tanaka, 1985
- Arctosa himalayensis Tikader & Malhotra, 1980
- Arctosa hottentotta Roewer, 1960
- Arctosa humicola (Bertkau, 1880)
- Arctosa hunanensis Yin, Peng & Bao, 1997
- Arctosa inconspicua (Bryant, 1948)
- Arctosa indica Tikader & Malhotra, 1980
- Arctosa insignita (Thorell, 1872)
- Arctosa intricaria (C. L. Koch, 1847)
- Arctosa ipsa (Karsch, 1879)
- Arctosa janetscheki Buchar, 1976
- Arctosa kadjahkaia Roewer, 1960
- Arctosa kansuensis (Schenkel, 1936)
- Arctosa kassenjea (Strand, 1913)
- Arctosa kawabe Tanaka, 1985
- Arctosa kazibana Roewer, 1960
- Arctosa keniana (Roewer, 1960)
- Arctosa keumjeungsana Paik, 1994
- Arctosa khudiensis (Sinha, 1951)
- Arctosa kiangsiensis (Schenkel, 1963)
- Arctosa kirkiana (Strand, 1913)
- Arctosa kiwuana (Strand, 1913)
- Arctosa kolosvaryi (Caporiacco, 1947)
- Arctosa kwangreungensis Paik & Tanaka, 1986
- Arctosa labiata Tso & Chen, 2004
- Arctosa laccophila (Simon, 1910)
- Arctosa lacupemba (Roewer, 1960)
- Arctosa lacustris (Simon, 1876)
- Arctosa lagodechiensis Mcheidze, 1997
- Arctosa lama Dondale & Redner, 1983
- Arctosa laminata Yu & Song, 1988
- Arctosa lawrencei (Roewer, 1960)
- Arctosa leaeniformis (Simon, 1910)
- Arctosa leopardus (Sundevall, 1833)
- Arctosa lesserti Reimoser, 1934
- Arctosa letourneuxi (Simon, 1885)
- Arctosa lightfooti (Purcell, 1903)
- Arctosa litigiosa Roewer, 1960
- Arctosa littoralis (Hentz, 1844)
- Arctosa liujiapingensis Yin, Peng, Xie, Bao & Wang, 1997
- Arctosa lutetiana (Simon, 1876)
- Arctosa maculata (Hahn, 1822)
- Arctosa maderana Roewer, 1960
- Arctosa marfieldi Roewer, 1960
- Arctosa marocensis Roewer, 1960
- Arctosa meinerti (Thorell, 1875)
- Arctosa meitanensis Yin, Wang, Xie & Peng, 1993
- Arctosa minuta F. O. Pickard-Cambridge, 1902
- Arctosa mittensa Yin, Wang, Xie & Peng, 1993
- Arctosa mossambica Roewer, 1960
- Arctosa mulani (Dyal, 1935)
- Arctosa nava Roewer, 1955
- Arctosa niccensis (Strand, 1907)
- Arctosa ningboensis Yin, Bao & Zhang, 1996
- Arctosa nivosa (Purcell, 1903)
- Arctosa nonsignata Roewer, 1960
- Arctosa nyembeensis (Strand, 1916)
- Arctosa obscura Denis, 1953
- Arctosa oneili (Purcell, 1903)
- Arctosa otaviensis Roewer, 1960
- Arctosa pardosina (Simon, 1898)
- Arctosa pargongensis Paik, 1994
- Arctosa pelengea Roewer, 1960
- Arctosa perita (Latreille, 1799)
- Arctosa personata (L. Koch, 1872)
- Arctosa pichoni Schenkel, 1963
- Arctosa picturella (Strand, 1906)
- Arctosa poecila Caporiacco, 1939
- Arctosa politana Roewer, 1960
- Arctosa promontorii (Pocock, 1900)
- Arctosa pseudoleopardus Ponomarev, 2007
- Arctosa pugil (Bertkau, 1880)
- Arctosa pungcheunensis Paik, 1994
- Arctosa quadripunctata (Lucas, 1846)
- Arctosa raptor (Kulczynski, 1885)
- Arctosa ravida Ponomarev, 2007
- Arctosa recurva Yu & Song, 1988
- Arctosa renidescens Buchar & Thaler, 1995
- Arctosa ripaecola (Roewer, 1960)
- Arctosa rubicunda (Keyserling, 1877)
- Arctosa rufescens Roewer, 1960
- Arctosa sanctaerosae Gertsch & Wallace, 1935
- Arctosa sandeshkhaliensis Majumder, 2004
- Arctosa sapiranga Silva & Lise, 2009
- Arctosa schensiensis Schenkel, 1963
- Arctosa schweinfurthi (Strand, 1906)
- Arctosa scopulitibiis (Strand, 1906)
- Arctosa serii Roth & Brown, 1976
- Arctosa serrulata Mao & Song, 1985
- Arctosa similis Schenkel, 1938
- Arctosa simoni Guy, 1966
- Arctosa sjostedti Roewer, 1960
- Arctosa sordulenta (Thorell, 1899)
- Arctosa springiosa Yin, Wang, Xie & Peng, 1993
- Arctosa stigmosa (Thorell, 1875)
- Arctosa subamylacea (Bösenberg & Strand, 1906)
- Arctosa swatowensis (Strand, 1907)
- Arctosa tanakai Barrion & Litsinger, 1995
- Arctosa tappaensis Gajbe, 2004
- Arctosa tbilisiensis Mcheidze, 1946
- Arctosa tenuissima (Purcell, 1903)
- Arctosa testacea Roewer, 1960
- Arctosa togona Roewer, 1960
- Arctosa transvaalana Roewer, 1960
- Arctosa tridens (Simon, 1937)
- Arctosa tridentata Chen & Song, 1999
- Arctosa truncata Tso & Chen, 2004
- Arctosa upembana Roewer, 1960
- Arctosa vaginalis Yu & Song, 1988
- Arctosa variana C. L. Koch, 1847
- Arctosa villica (Lucas, 1846)
- Arctosa virgo (Chamberlin, 1925)
- Arctosa wittei Roewer, 1960
- Arctosa workmani (Strand, 1909)
- Arctosa xunyangensis Wang & Qiu, 1992
- Arctosa yasudai (Tanaka, 2000)
- Arctosa ziyunensis Yin, Peng & Bao, 1997